# Hjelset
Hjelset is een plaats in de Noorse gemeente Molde, provincie Møre og Romsdal. Hjelset telt 1003 inwoners (2007) en heeft een oppervlakte van 1,16 km².